# Pyjama
Een pyjama is een kledingstuk voor de nacht en wordt gedragen tijdens bedtijd. De pyjama heeft de status van privékleding.
Een standaardpyjama bestaat uit twee delen, een loszittende lange broek en een jasje of shirt van linnen, katoen of flanel. De van oudsher traditionele mannenpyjama is vaak gestreept. De broek heeft elastiek in de band. Een gulp (met overslag, zonder rits of knopen) gold eerder voor een mannenpyjama als noodzakelijk. Het jasje, meestal met lange mouwen, wordt met knopen gesloten, soms moet het over het hoofd worden aangetrokken. Ook zijn er in plaats van een jasje shirts met lange mouwen. Ook voor vrouwen zijn er tal van pyjama's te verkrijgen, meestal in zachtere designs en tinten.
Een pyjama waarvan de broek korte pijpen heeft en het jasje korte mouwen wordt ook wel shortama genoemd.

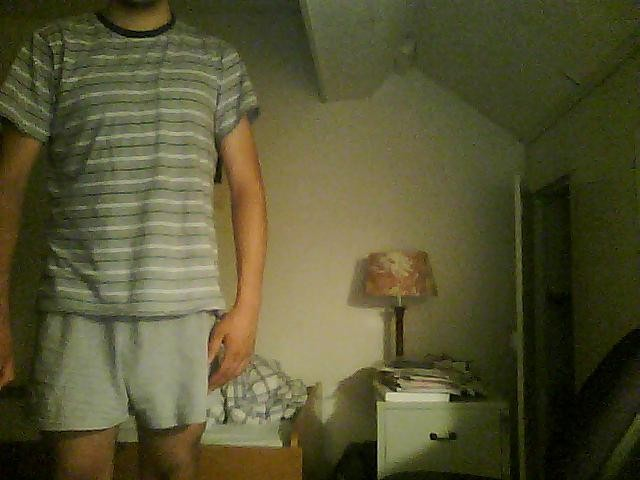
Shortama

Vanouds werd een pyjama op het blote lichaam gedragen, het dragen van ondergoed onder hun pyjama is meer in zwang geraakt. Ook dragen minder mensen een pyjama doordat woningen, evenals bedlinnen, warmer zijn geworden dan toen de pyjama nog als warmhouder werd gebruikt. Ook draagt men in bed in plaats van een pyjama ondergoed of een T-shirt met onderbroek of slaapt men naakt.
Een Nederlands onderzoek in 2020 naar hun slaapgewoonten bracht het volgende naar boven. Van de mensen tussen 18 en 25 jaar sliep slechts 9 procent in hun blootje. Bij 26- tot 46-jarigen was dat 18 procent en van de 46plussers had 20 procent meestal niets aan in bed.
Een nachthemd is een variant op de pyjama, zonder broek en een lang shirt dat tot de knieën reikt. Dit wordt zowel door mannen als vrouwen gedragen.
Als overgang tussen de nachtkleding en normale kleding wordt een ochtendjas of duster gebruikt. Deze zijn meestal van een luxueuzere stof en fungeren als een soort overjas over de pyjama.

## Etymologie
Het woord pyjama komt oorspronkelijk via het Hindi woord pajāmā (of nog paijāmā पैजामा) uit het Perzische woord پايجامه Paydjame dat letterlijk beenbedekking betekent. Het woord is in de 19e eeuw door de Engelse taal aan het Hindoestaans (Hindi/Urdu) ontleend en is vanuit het Engels door het Nederlands overgenomen, waarbij de fonetisch accurate Engelse weergave van het oorspronkelijke woord /paj-djaamaa/ in het Nederlands werd verbasterd door deze Engelse spelling als Nederlands te lezen: /piejama/ of /pjama/. Hierbij zijn de Nederlanders de enigen die de j niet als dzj uitspreken.
De Engelse kolonisten hebben het van oorsprong Indiase kledingstuk geïntroduceerd als nachtkleding.